# Комік

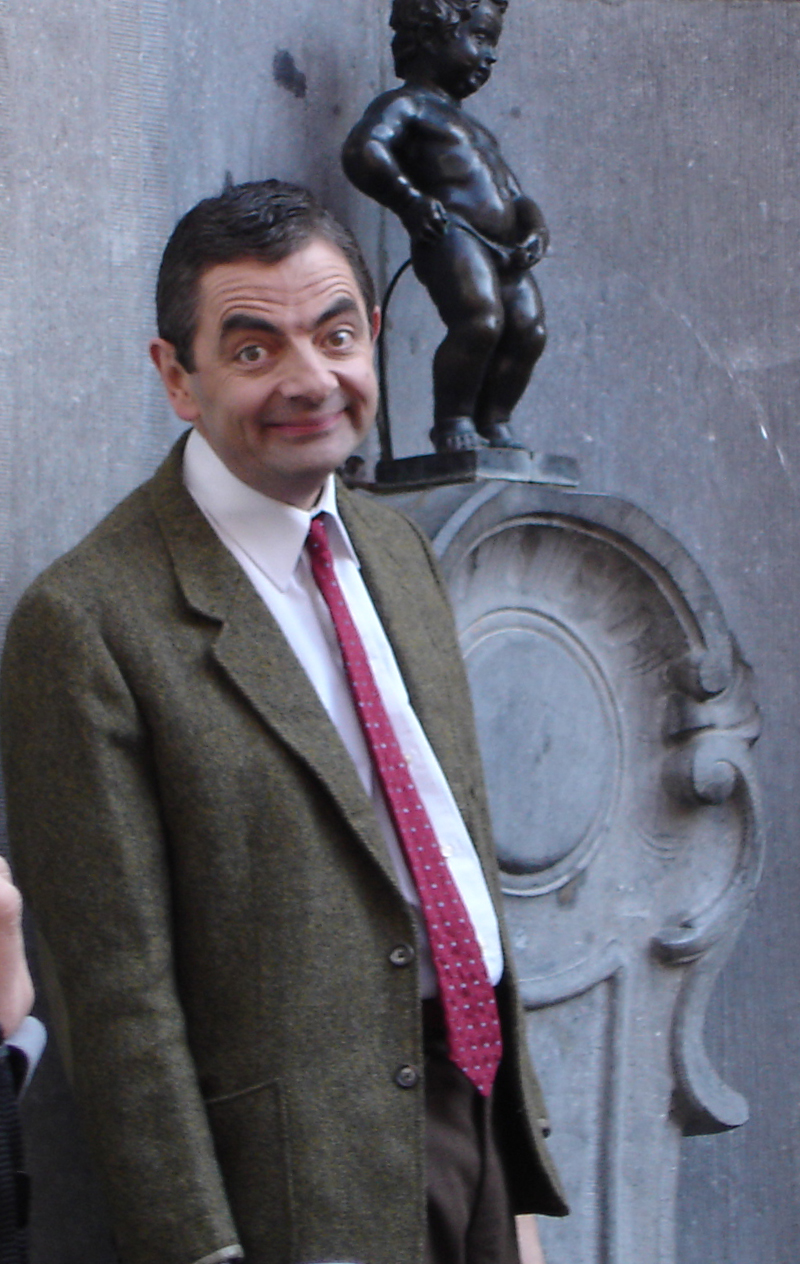
Ровен Аткінсон у ролі Містера Біна

Ко́мік або гуморист — митець комедійного жанру, який розважає глядачів жартами або кумедними ситуаціями. Коміками називають осіб, що виступають у комедійному жанрі фільмів, на телебаченні, у драматургії та в кабаре. Комедіанти найчастіше використовують словесний гумор, анекдоти, виступають у монологах та беруть участь у скетчах. 
Типовими коміками є Джим Керрі, Бенні Гілл, Сергій Притула та Андрій Молочний, учасники гуртів «Монті Пайтон» (Велика Британія) і «Маски» (Україна), та актори Ровен Аткінсон, Едді Мерфі, Стів Мартін, Луї де Фюнес, П'єр Рішар, Колюш
Денні Девіто